# Топонимия Хорватии

Административное деление Хорватии

Топонимия Хорватии — совокупность географических названий, включающая наименования природных и культурных объектов на территории Хорватии. Структура и состав топонимии страны обусловлены её географическим положением, этническим составом населения и богатой историей.

## Название страны
Название «Хорватия» (хорв. Hrvatska) происходит от средневекового латинского лат. Croātia. Первый правитель независимого хорватского государства, князь Бранимир, правивший в IX веке, получил от папы Иоанна VIII титул Dux Chroatorum (князь хорватов). Топоним Croātia происходит от этнонима «хорваты», происхождение которого пока точно не установлено, вероятно, что он происходит от праславянского -Xŭrvatŭ (Xъrvatъ), который, возможно, происходит от древнеперсидского -xaraxwat.
Самая старая сохранившаяся запись хорватского этнонима «xъrvatъ» обнаружена на Башчанской плите и выглядит как «zvъnъмиръ kralъ xrъvatъskъ» («Звонимир, хорватский король»).
В 1868—1918 годах большая часть территории современной Хорватии входила в состав Королевства Хорватия и Славония, бывшего частью Австро-Венгрии, после окончания Первой мировой войны в 1918 году оно вошло в состав Королевства сербов, хорватов и словенцев (с 1929 года — Королевство  Югославия). В ходе Второй мировой войны в 1941 году было создано марионеточное государство Независимое государство Хорватия, в состав которого вошла часть современной Хорватии без Истрии и большей части Далмации, а также вся современная Босния и Герцеговина, некоторые районы Словении и Срем. После окончания войны и создания СФРЮ Хорватия вошла в её состав под названием Социалистическая Республика Хорватия. После распада Югославии в 1991 году установлена современная форма названия — Республика Хорватия (хорв. Republika Hrvatska [xř̩ʋaːtskaː]).

## Формирование и состав топонимии
По оценкам топонимистов, Балканский полуостров, где расположена Хорватия, ввиду сложнейшей этнической истории и языковой картины в топонимическом отношении представляет собой один из самых сложных для анализа районов Европы. Древнейшие субстратные топонимы (доиндоевропейские и древнейшие индоевропейские) не поддаются расшифровке. К середине I тысячелетия н. э. в западной части полуострова проживали иллирийцы, в восточной — фракийцы, южную часть занимали носители греческого языка. Эти народы оставили значительный след в гидронимии и оронимии Балкан. Древний иллирийский топонимический пласт распространен на территории бывшей Югославии, включая Хорватию.
Этимология крупнейших городов Хорватии:
- Загреб (хорв. Zagreb) — упоминается с XI века, но, по-видимому, возник гораздо раньше. С XIII века упоминается как Zagrabia. Основа от славянского zagrebъ — «насыпь, прикоп», то есть «город на насыпи»[5]. В пользу славянского происхождения основы говорит наличие десятков топонимов Гребля, Гребло и др. на Украине, в Белоруссии и западных областях России[6]. Во времена Австро-Венгерской империи город носил в немецкоязычной документации название Аграм (от am-graben — «возле рва»)[7][8];
- Сплит (хорв. Split) — возник до нашей эры как греческая колония Аспалатос, позже лат. Spalatum, итал. Spalatto. Название неясно: ранее предполагалась связь с латинcким palatium — «дворец» (в 295—305 годах император Диоклетиан построил в городе дворец), но установление греческого (долатинского) названия требует иного объяснения[9];
- Риека	(хорв. Rijeka) — древнее иллирийское название Tarsatika. Со средних веков начинает называться Риека (Rijeka) от гидронима Рьечина (хорватское «река»). До 1918 года употреблялось также итальянское название реки и, соответственно, города — Фиуме (итал. Fiume)[9];
- Осиек	(хорв. Osijek) — название происходит от хорватского слова oseka, что означает «отлив», из-за расположения на возвышенности, что предотвращало затопление города местными болотными водами. На протяжении своей истории Осиек имел названия на других языках, в частности, на венгерском — Eszék, немецком: Esseg или Essegg, турецком — Ösek, латинском — Essek[10];
- Задар	(хорв. Zadar) — с IX века до нашей эры здесь существовало поселение иллирийцев, называвшееся Ядера. Это название трансформировалось в Зара, когда город попал под власть Венецианской республики в XV веке. Позже название Зара использовалось Австрийской империей в XIX веке, но с 1910 по 1920 год было изменено на Задар/Зара; с 1920[11] по 1947 годы[12] город входил в состав Италии как Зара, и, наконец, после Второй мировой войны город в составе Хорватии стал частью СФРЮ и окончательно получил название Задар в 1947 году;
- Пула	(хорв. Pula) — согласно древнегреческой легенде о Ясоне, колхи, преследовавшие Ясона в северной Адриатике, не смогли его поймать и в итоге поселились в месте, которое они назвали Полай, что означает «город-убежище»[13];
- Славонски-Брод (хорв. Slavonski Brod) — во времена Римской империи поселение, возникшее возле крепости, было известно как Марсония, вероятно, топоним происходит от протоиндоевропейского слова *mory («болото»), тот же корень встречается в близлежащих топонимах, таких как «Мурса» и «Мариниана». В 1244 году город впервые упомянут под названием Брод и до 1934 года упоминается как Брод и Брод-на Саве, от гидронима реки, протекающей через город[14];
- Карловац (хорв. Karlovac) — город был основан в 1579 году как крепость по приказу Карла II, эрцгерцога Австрии, и получил название в его честь. Немецкое название Karlstadt на венгерском известно как Károlyváros, на итальянском — как Carlostadio, на латыни — как Carolostadium, на словенском — Karlovec.

## Топонимическая политика
Согласно данным Группы экспертов ООН по географическим названиям (ГЭГНООН), Хорватия не имеет специального органа, ведающего топонимической политикой.